# Переспівська сільська рада (Рожищенський район)
Переспівська сільська рада — адміністративно-територіальна одиниця та орган місцевого самоврядування у Рожищенському районі Волинської області з адміністративним центром у с. Переспа.

## Населені пункти
Сільській раді підпорядковані населені пункти:
- с. Переспа
- с. Богушівська Мар'янівка
- с. Забара
- с. Линівка
- с. Малинівка
- с. Мирославка
- с. Трилісці

## Склад ради
Рада складається з 16 депутатів та голови.

### Керівний склад ради
| ПІБ                           | Основні відомості                                                                       | Дата обрання | Дата звільнення |
| ----------------------------- | --------------------------------------------------------------------------------------- | ------------ | --------------- |
| Курилович Сергій Анатолійович | Сільський голова, 1961 року народження, освіта, член Української Народної Партії        | 26.03.2006   | 31.10.2010      |
| Курилович Сергій Анатолійович | Сільський голова, 1961 року народження, освіта середня спеціальна, безпартійний         | 31.10.2010   | 18.03.2012      |
| Пархомчук Зіновія Михайлівна  | Сільський голова, 1964 року народження, освіта середня спеціальна, член Партії регіонів | 18.03.2012   |                 |

Примітка: таблиця складена за даними джерела

## Населення
Згідно з переписом УРСР 1989 року чисельність наявного населення сільської ради становила 2050 осіб, з яких 951 чоловік та 1099 жінок.
За переписом населення України 2001 року в сільській раді мешкала 1851 особа.

### Мова
Розподіл населення за рідною мовою за даними перепису 2001 року:
| Мова       | Відсоток |
| ---------- | -------- |
| українська | 98,99 %  |
| російська  | 0,91 %   |
| білоруська | 0,05 %   |
| вірменська | 0,05 %   |